# Senise
Senise és un municipi italià, situat a la regió de Basilicata i a la província de Potenza. Ocupa una superfície de 97,31 quilòmetre quadrat i tenia 6,529 habitants a l'1 gener 2023.

## Demografia
| 1r gener 2017 | 1r gener 2018 | 1r gener 2023 |
| 7.049         | 6.995         | 6.529         |

## Administració
| Dates mandat | Nom de l'alcalde/ssa | Causa finalització |
| ------------ | -------------------- | ------------------ |